# Oxyethira ulmeri
Oxyethira ulmeri är en nattsländeart som beskrevs av Martin E. Mosely 1937. Oxyethira ulmeri ingår i släktet Oxyethira och familjen smånattsländor. Inga underarter finns listade i Catalogue of Life.